# 小行星4290
小行星4290（4290 Heisei）是一颗围绕太阳公转的小行星。1989年10月30日，關勉在藝西天文台发现了此天体。
該小行星以日本年號平成命名。
这颗小行星的绝对星等为89.19479423407319等。